# San Pietro Infine
San Pietro Infine – miejscowość i gmina we Włoszech, w regionie Kampania, w prowincji Caserta.
Według danych na rok 2004 gminę zamieszkiwało 1025 osób, 73,2 os./km².